# فرودگاه آبی بلا بلا/شارواتر
فرودگاه آبی بلا بلا/شارواتر (به انگلیسی: Bella Bella/Shearwater Water Aerodrome) یک فرودگاه همگانی با کد یاتا YSX است که یک باند فرود آب دارد. این فرودگاه در کشور کانادا قرار دارد و در ارتفاع ۰ متری از سطح دریا واقع شده‌است.